# Jota Peleteiro
José Ignácio Peleteiro Ramallo, mais conhecido como Jota Peleteiro (Póvoa do Caraminhal,16 de junho de 1991), é um futebolista profissional espanhol que atua como meia-atacante. Atualmente joga pelo Alavés.

## Carreira
Jota Peleteiro começou a carreira no Celta de Vigo.

## Aposentadoria
Em 2022, o atacante Jota, trocou as chuteiras pelo agronegócio e hoje é um bilionário do setor.